# حزب عدالت و توسعه
حزب عدالت و توسعه (به ترکی استانبولی:AKP یا Adalet ve Kalkınma Partisi)، حزب سیاسی حاکم در ترکیه از سال ۲۰۰۲ تاکنون است. این حزب خود را جزو احزاب راست‌گرا و میانه معرفی می‌کند. این حزب در انتخابات ۲۰۲۳ با کسب بیش از ۳۵ درصد آراء ۲۶۸ کرسی از مجموع ۶۰۰ کرسی مجلس ترکیه را به دست آورد. رهبر کنونی حزب رجب طیب اردوغان است.
عدالت و توسعه از اقتصاد بازار آزاد و عضویت ترکیه در اتحادیه اروپا حمایت می‌کند. بدنه اجتماعی این حزب طیف وسیعی از گرایش‌های راست‌گرا شامل اسلام‌گراها، اصلاح‌طلبان اسلام‌گرا، محافظه‌کاران، ملی‌گراها، راست‌های میانه و طرفداران تجارت را در بر می‌گیرد.
مؤسسان و اعضای ارشد کنونی این حزب از شاگردان نجم‌الدین اربکان، رهبر حزب‌های اسلامگرای رفاه، فضیلت و سعادت بودند که در سال ۲۰۰۱ از آن منشعب شده ولی همچنان عنوان اسلامگرایی را به دنبال خود می‌کشند.

## پیگیری قضایی
در سال ۲۰۰۸ دادستان ارشد ترکیه به دلیل آنچه که تلاش حزب عدالت و توسعه در جهت برپایی حکومت اسلامی و تضعیف سکولاریسم در ترکیه خواند شکایتی را در دادگاه عالی ترکیه مطرح ساخت و درخواست لغو فعالیت حزب عدالت و توسعه و اعمال ممنوعیت فعالیت سیاسی برای ۷۰ تن از اعضای آن را کرد. رجب طیب اردوغان نخست‌وزیر و رهبر حزب، اتهام دادستان را رد کرد. در نهایت در اوت ۲۰۰۸ دادگاه عالی ترکیه با ۶ رأی موافق در برابر ۵ رأی مخالف با پیشنهاد دادستان مبنی بر جلوگیری از فعالیت سیاسی حزب مخالفت کرد (برای پذیرفته شدن شکایت ۷ رأی لازم بود) با این وجود براساس این حکم دادگاه، حزب عدالت و توسعه با تحریم مالی مواجه می‌شود و میلیون‌ها دلار کمک مالی دولت به حزب عدالت و توسعه قطع خواهد شد. این رأی به عنوان هشداری به حزب تلقی شد و حزب را مجبور به عقب‌نشینی از مواضع خود کرد به‌طوری که معاون نخست‌وزیر ترکیه اعلام کرد که حزب عدالت و توسعه از تلاش‌هایش برای لغو ممنوعیت حجاب در دانشگاه‌های ترکیه منصرف شده‌است.